# Зарја (модул МСС)
Зарја (рус. Заря – у преводу зора, црвено небо пред зору), такође позната као фунционални теретни блок, или на руском Функционально-грузовой блок (ФГБ), је први модул Међународне свемирске станице (МСС) који је лансиран у орбиту. Зарја је обезбеђивала напајање електричном енергијом, складиштни простор, погонски систем и навигацију у првим фазама изградње МСС. Током година је лансиран велики број других модула који су од овог модула преузели већину ових задатака, тако да се она сада користи углавном за складиштење хране и намирница, воде, кисеоника и других залиха. На спољашњости Зарје се такође складишти гориво у великим резервоарима дуж целог модула, као и разна опрема и елементи. Модул је дизајниран по узору на ТКС летелицу која је развијена за употребу у програму Саљут свемирских станица. Модул је добио име Зарја (Зора) јер је означавао нову еру у међународној сарадњи при истраживању свемира. Мада је модул изградила руска компанија „Хруничев“ и налази се у склопу руског орбиталног сегмента МСС, његов власник су Сједињене Америчке Државе (тачније агенција НАСА).

## Изградња
Планирано је да ФГБ буде лансиран и спојен са свемирском станицом Мир, али се то није догодило до тренутка када је одлучено да се станица деорбитира. Теретни блог ФГБ био је саставни део дизајна модула Пољус, на којем је требало да служи за погон у орбити, али тај модул никада није доспео у орбиту јер је дошло до проблема при лансирању ракетом Енергија. Након што је одлучено да се програм станице Мир оконча, дизајн модула ФГБ прерађен је како би се уклопио у састав нове Међународне свемирске станице.
Истраживање и развој за дизајн овог модула финансирао је прво Совјетски Савез, а касније и Русија, и све компоненте, инсталације и системи у модулу су совјетског/руског дизајна. САД су финансирале изградњу модула Зарја 1990их и било је одређено да баш тај модул буде прва компонента будуће станице која ће бити лансирана у орбиту. Изградња модула започета је у децембру 1994. године, а завршена око три године касније, у јануару 1998. Изградња модула поверена је познатој руској компанији „Хруничев“ са седиштем у близини Москве, која је учествовала у многим свемирским пројектима Совјетског Савеза. Контролни систем модула развијен је од стране компаније „Хартрон“, са седиштем у Харкову (Украјина). Зарја је ушла у планове изградње МСС агенције НАСА уместо модула „Bus-1“, који је дизајнирала компанија Локид, јер је била много јефтиније решење (220 милиона уместо 450 милиона долара). У склопу уговора између агенције НАСА и компаније Хруничев изграђен је још један, скоро идентичан модул, који је служио као резерва у случају да дође до несреће при лансирању, а који који је добио назив „ФГБ-2“. Овај резервни модул је предлаган за лансирање више пута, а на крају је завршио као основа за изградњу руског истраживачког модула Наука, који ће у орбиту бити лансиран после 2017. године.

## Лансирање и улазак у орбиту
Зарја је лансирана ракетом-носачем Протон-К са лансирне рампе 81 космодрома Бајконур, 20. новембра 1998. године, у орбиту 400 km изнад површине Земље. Модул је пројектован да у орбити проведе најмање 15 година. Након успешног лансирања Зарје, већ 4. децембра је полетео спејс-шатл Ендевор како би са овим модулом спојио амерички модул Јунити.
Мада је Зарја пројектована да аутономно у орбити проведе шест до осам месеци, тај период проуджио се на целе две године због кашњења руског сервисног модула Звезда. Овај модул лансиран је 12. јула 2000. године, и спојио се са модулом Зарја 26. јула уз помоћ аутоматског система за пристајање „Курс“.
У почетку је Зарја имала проблема са електричним колима за пуњење батерија, али је тај проблем касније успешно решен. Током мисије СТС-118 Зарја је, 14. августа 2007. године тачно у 15.17 УТЦ, обишла своју 50.000. орбиту око Земље.

## Летелице које су пристајале са модулом
Од спајања са модулом Јунити 6. децембра 1998. године, са Зарјом се спојило укупно шеснаест летелица Сојуз. Испод је листа која показује датум и време када се летелица спојила и када се одвојила од модула.
| Лого | Летелица     | Спајање                      | Одвајање                      |
| | Сојуз TM-31  | 24. фебруар 2001. 10.37 УТЦ  | 18. април 2001. 20.40 УТЦ     |
| | Сојуз TM-32  | 30. април 2001. 7.58 УТЦ     | 19. октобар 2001. 10.48 УТЦ   |
| | Сојуз TM-33  | 23. април 2001. 10.44 УТЦ    | 20. април 2002. 9.16 УТЦ      |
| | Сојуз TM-34  | 27. април 2001. 7.55 УТЦ     | 9. новембар 2002. 20.44 УТЦ   |
| | Сојуз TMА-2  | 28. април 2003. 5.56 УТЦ     | 27. октобар 2003. 23.17 УТЦ   |
| | Сојуз TMА-4  | 21. април 2004. 5.01 УТЦ     | 23. октобар 2004. 21.08 УТЦ   |
| | Сојуз TMА-5  | 29. новембар 2004. 9.53 УТЦ  | 24. април 2005. 18.44 УТЦ     |
| | Сојуз TMА-6  | 19. јул 2005. 11.08 УТЦ      | 10. октобар 2005. 21.49 УТЦ   |
| | Сојуз TMА-7  | 18. новембар 2005. 9.05 УТЦ  | 20. март 2006. 6.49 УТЦ       |
| | Сојуз TMА-8  | 1. април 2006. 4.19 УТЦ      | 28. септембар 2006. 21.53 УТЦ |
| | Сојуз TMА-9  | 10. октобар 2006. 19.34 УТЦ  | 21. април 2007. 9.11 УТЦ      |
| | Сојуз TMА-10 | 9. април 2007. 22.10 УТЦ     | 21. октобар 2007. 7.14 УТЦ    |
| | Сојуз TMА-11 | 12. октобар 2007. 14.50 УТЦ  | 19. април 2008. ~2.30 УТЦ     |
| | Сојуз TMА-13 | 12. октобар 2008. ~9.55 УТЦ  | 8. април 2009. 2.55 УТЦ       |
| | Сојуз TMА-15 | 29. мај 2009. 12.43 УТЦ      | 31. децембар 2009. 3.56 УТЦ   |
| | Сојуз TMА-17 | 22. децембар 2009. 22.48 УТЦ | 12. мај 2010. 14.23 УТЦ       |
| Након мисије Сојуз TMА-17 на надир страну уграђен је модул Расвјет, на који су наставиле да пристају руске летелице Сојуз и Прогрес. |              |                              |                               |

## Галерија
- Лансирање модула Зарја ракетом Протон
- Ендевор са модулом Јунити прилази Зарји
- Ентеријер модула Зарја
- Зарја и Јунити након спајања у орбити
- Посада мисије спејс-шатла СТС-88 унутар Зарје